# 캘리포니아 헌법
캘리포니아 헌법은 미국 캘리포니아 주의 헌법으로 현재 헌법은 1879년도 처음 제정되었던 헌법이 몇 번의 개정을 거쳐 현재에 이르렀다.
헌법은 원래 제도로부터 많은 변화가 있어왔다. 현재 헌법은 1879년도 제정되었던 제도가 몇번씩 다시 바뀌며 쓰인것이다. 그것은 몇번이나 스스로 수정되고 개정되었다.(아래 참조)
혐오감을 주는 것으로 알려진 20세기의 철도는 캘리포니아의 정치와 경제를 제한했는데, 진보적 성향의 정치인들은 악을 제거한다는 이유로 주 헌법 개정을 강력하게 밀어부쳤다.